# Shannon Sturges
Shannon Sturges (* 3. Januar 1968 in Hollywood, Kalifornien) ist eine US-amerikanische Schauspielerin und Schauspiellehrerin.

## Leben und Karriere
Shannon stammt aus einer Schauspielerfamilie und ist die Tochter von Solomun Sturges und Colette Jackson sowie die Enkelin von Hollywood-Regisseur und Drehbuchautor Preston Sturges.
Ihren Durchbruch hatte Sturges als Molly Brinker in der Seifenoper Zeit der Sehnsucht von 1991 bis 1992. Am bekanntesten wurde sie durch ihre Rolle als Reese Burton in der US-Fernsehserie Savannah. Zuletzt trat sie 2014 schauspielerisch in Erscheinung, ihr Schaffen umfasst mehr als 30 Produktionen.
Shannon Sturges hat einen Abschluss der UCLA School of Theater, Film and Television. Zu Beginn ihrer Karriere wurde sie eine Schülerin Aaron Speisers und ist seit 2015 Inhaberin des Schauspielstudios Speiser/Sturges in Los Angeles, Kalifornien.
Sie ist seit 1993 mit dem Grafikdesigner Michael Kelley verheiratet und hat mit ihm zwei Kinder.

## Filmografie (Auswahl)
- 1990: Doogie Howser (Fernsehserie, eine Folge)
- 1991: Desire and Hell at Sunset Motel (Fernsehfilm)
- 1991–1992: Zeit der Sehnsucht (Days of Our Lives, Fernsehserie, 153 Folgen)
- 1992: One Stormy Night (Fernsehfilm)
- 1994: Vier mal Herman (Herman's Head, Fernsehserie, eine Folge)
- 1994: Werbung für die Liebe (Mr. Write, Fernsehfilm)
- 1994: Walker, Texas Ranger (Fernsehserie, eine Folge)
- 1995: Vanishing Son – Sohn der untergehenden Sonne (Vanishing Son, Fernsehserie, eine Folge)
- 1995: Chili Con Carne (Prima Donnas, Fernsehfilm)
- 1996: Tornado! (Fernsehfilm)
- 1996–1997: Savannah (Fernsehserie, 34 Folgen)
- 1997: Alles Roger! (Life with Roger, Fernsehserie, eine Folge)
- 1997: Convict 762 (Fernsehfilm)
- 1998: The Mall – Flutkatastrophe im Shopping-Center (Terror in the Mall, Fernsehfilm)
- 1998: Love Boat – Auf zu neuen Ufern (Love Boat: The Next Wave, Fernsehserie, eine Folge)
- 1999: Brimstone (Fernsehserie, eine Folge)
- 1999: Charmed – Zauberhafte Hexen (Charmed, Fernsehserie, eine Folge)
- 1999: Die Invasion der Klapperschlangen (Silent Predators, Fernsehfilm)
- 2000–2001: Noch mal mit Gefühl (Once and Again, Fernsehserie, zwei Folgen)
- 2001: The Perfect Wife (Fernsehfilm)
- 2002: Boomtown (Fernsehserie, eine Folge)
- 2002–2003: Port Charles (Fernsehserie, drei Folgen)
- 2003: S.W.A.T. – Die Spezialeinheit (S.W.A.T., Fernsehfilm)
- 2005: Passions (Fernsehserie, fünf Folgen)
- 2006: Maid of Honor (Fernsehfilm)
- 2006: Cradle of Lies (Fernsehfilm)
- 2006: The Wives He Forgot (Fernsehfilm)
- 2006: Cold Case – Kein Opfer ist je vergessen (Cold Case, Fernsehserie, eine Folge)
- 2008: A Christmas Proposal (Fernsehfilm)
- 2009: Nip/Tuck – Schönheit hat ihren Preis (Nip/Tuck, Fernsehserie, eine Folge)
- 2012: River Ridge (Fernsehserie, sechs Folgen)
- 2014: The Mentalist (Fernsehserie, eine Folge)